# Nimfapapagáj
A nimfapapagáj (Nymphicus hollandicus) a madarak osztályának a papagájalakúak (Psittaciformes) rendjéhez és a kakadufélék (Cacatuidae) családjához tartozó Nymphicus nem egyetlen faja.
Régebbi rendszerbesorolások a Psittacus nembe sorolták Psittacus hollandicus néven, illetve a Leptolophus nembe sorolták Leptolophus hollandicus néven.
Átmeneti fajnak számít a kakaduk és a laposfarkú papagájok között. Korábban a papagájfélék családjába sorolták, de bizonyos anatómiai tulajdonságai és viselkedésükben fellelhető sajátosságok miatt a kakadufélék közé sorolták át.

## Előfordulása
Ausztrália területén honos. Fákkal tarkított, nyílt füves térségek lakója. A zárt erdőségeket kifejezetten kerüli.

## Megjelenése
Testhossza 32 centiméter. Alapszíne szürke a hím neműnek sárga a feje. Némelyik madár sötétebb vagy enyhén barnás árnyalatú. A domesztikált egyedek között albínó, lutínó és izabellaszínű egyedek is akadnak. Az eredeti, vadon élő alak és a háziasított egyedek színezete között sok átmeneti alak létezik.
Homloka, feje tetejének elülső része, a pofa- és a toroktájék sárga. Arcrészén narancssárga folt, szárnyán fehér szárnyfolt található.
Felálló tollbóbitát visel. A bóbita túlnyomórészt sárga, szürkés csúcsi dísszel. Finom, csúcsánál elkeskenyedő bóbitáját izgalmában leszegi.
Farka 17 centiméteres, a felső farkfedők és a középső faroktollak világosszürkék, míg a külső sötétebbek. Lába és csőre szürke, viaszhártyája részben tollal fedett.
A tojó homloka, feje teteje, pofa- és toroktájéka szürkével kevert sárga, a fültájékon levő folt kevésbé élénk. Bóbitáján több a szürke.
|  |  |

## Életmódja
Nagy csapatokban a talajon keresgéli magokból, füvekből, gyomokból és bogyókból álló táplálékát. A párok a csapaton belül is összetartanak. Szárazság esetén egy-egy vízlelőhelyen akár 1000 madár is összegyűlhet. Szívesen üldögél a fák ágain, de táplálkozni többnyire a földön szokott.
Röpte gyors és iránytartó.

## Szaporodása
Költési időszaka a csapadék függvényében alakul, de inkább az őszi hónapokban szokott költeni. Faodúba készíti fészkét. Egy fán csak egy nimfapapagáj fészek található, a legközelebb 200 méterre tűri meg fajtársait költési idényben. Fészekalja négy-öt tojásból áll. A szülők felváltva kotlanak. A kotlási idő 18-21 nap, a kirepülési idő négy-öt hét.
|  |  |  |

## Külső hivatkozás
- Képek az interneten a fajról
- Nimfapapagáj.lap.hu - linkgyűjtemény
- happybirds.hu - Nimfapapagáj tartás, és tenyésztéséről információk, valamint mutációkról képek. Archiválva 2017. január 1-i dátummal a Wayback Machine-ben